# 田邉明宏
田邉 明宏（ たなべ あきひろ ）は、日本の俳優・脚本家・映画監督・プロデューサー。映像制作チームDTR PROMOTIONとしても活動している。

## 来歴
俳優として舞台やドラマで活躍したのち、2012年に自主制作動画で「ニコニコ動画　動画アワード2012」二冠を受賞。
その後、テレビ局にて番組・CM制作を担当し、商業映像を多く制作する傍ら、自主映画を企画 / 製作 / 監督 / 脚本 / 編集 / VFX / 美術など全てを自身で行い、映画「四畳半のジェメオス」を製作。
2023年から2025年にかけて、監督 / 編集 / VFX として参加したYoutube特撮ドラマ「華衛士F8ABA6ジサリス」を発表。
2024年、映画「四畳半のジェメオス」を東京・大阪にて劇場公開。
2025年には、映画の上映を兼ねた単独イベントを実施。数々の国際映画祭で受賞を果たしている。

## 受賞歴
Cannes World Film Festival(フランス)
- 2025年　最優秀インディペンデント映画賞（四畳半のジェメオス）

- 2025年　インディペンデント映画　最優秀監督賞（四畳半のジェメオス）

Veneto International Film Festival(イタリア)
- 2025年　ベストファンタジー映画部門公式セレクション選出（四畳半のジェメオス）

film festival New York Film and Cinematography Awards(アメリカ)
- 2025年　公式セレクション選出（四畳半のジェメオス）

Toronto International Nollywood Film Festival (TINFF)(カナダ)
- 2025年　公式セレクション選出（四畳半のジェメオス）

Japan Film Festival Los Angeles（アメリカ）
- 公式セレクション選出

## 監督作品

### ドラマ
- 華衛士F8ABA6ジサリス（2023年）監督、編集、VFX

### 映画
- 四畳半のジェメオス（2024年）企画、監督、編集

## 出演作品

### テレビドラマ
- 仮面ライダーディケイド（2009年3月29日・4月5日、テレビ朝日） - 生徒 役（第10話・11話）
- ゴーストフレンズ（2009年4月2日 - 6月11日、NHK総合）
- ザ・ライバル「少年サンデー・少年マガジン物語」（2009年5月5日、NHK総合）

### 映画
- 子猫の涙（2006年10月撮影、2008年正月公開）
- 学校の階段（2006年12月撮影、2007年4月公開）
- 0093 女王陛下の草刈正雄（2007年6月撮影、10月公開）

### 舞台
- 心は孤独なアトム（2007年4月） - チッペイ 役
- 母の桜が散った夜（2007年6月） - 忠利 役
- 皆殺しの天使（2007年8月） - 田辺 役
- 音楽劇「赤毛のアン」（2008年11月） - 少年ギルバート 役
- フルーツバスケット（2009年2月26日 - 3月8日、天王洲 銀河劇場）
- 飛行機雲2009「流れる雲よ 〜DJから特攻隊へ愛を込めて〜」（2009年10月） 三浦利次役
- ACTOR'S TRASH ASSH 第11回 本公演「白キ肌ノケモノ」（2009年11月14日 - 15日、笹塚ファクトリー）
- BIZARRE vol.1 覇権DO!! 〜戦国高校天下布武〜（2010年2月10日 - 14日、池袋GEKIBA）
- BIZARRE vol.3 保育士の乱（2010年8月17日 - 22日、笹塚ファクトリー）
- ふしぎ遊戯（2010年10月20日 - 24日、中野ザ・ポケット） - 氐宿 役
- 新感覚朗読劇「ゲキジョー☆ノート2」（2011年7月9日、なかのZERO小ホール）
- ACTOR'S TRASH ASSH 第14回 本公演「白キ肌ノケモノ」（2011年8月3日 - 7日、新宿シアターモリエール）
- ふしぎ遊戯〜青龍編〜（2012年4月25日 - 5月2日、銀座博品館劇場） - 氐宿 役

### CM
- ポッキー（2008年10月29日 -、グリコ）